# 2'-ヒドロキシイソフラボンレダクターゼ
2'-ヒドロキシイソフラボンレダクターゼ（2'-hydroxyisoflavone reductase）は、次の化学反応を触媒する酸化還元酵素である。
ベスチトン + NADP+ {\displaystyle \rightleftharpoons } 2'-ヒドロキシホルモノネチン + NADPH + H+
反応式の通り、この酵素の基質はベスチトンとNADP+、生成物は2'-ヒドロキシホルモノネチンとNADPHとH+である。
組織名はvestitone:NADP+ oxidoreductaseで、別名にNADPH:2'-hydroxyisoflavone oxidoreductase, isoflavone reductase, 2',7-dihydroxy-4',5'-methylenedioxyisoflavone reductaseがある。